# Katleri

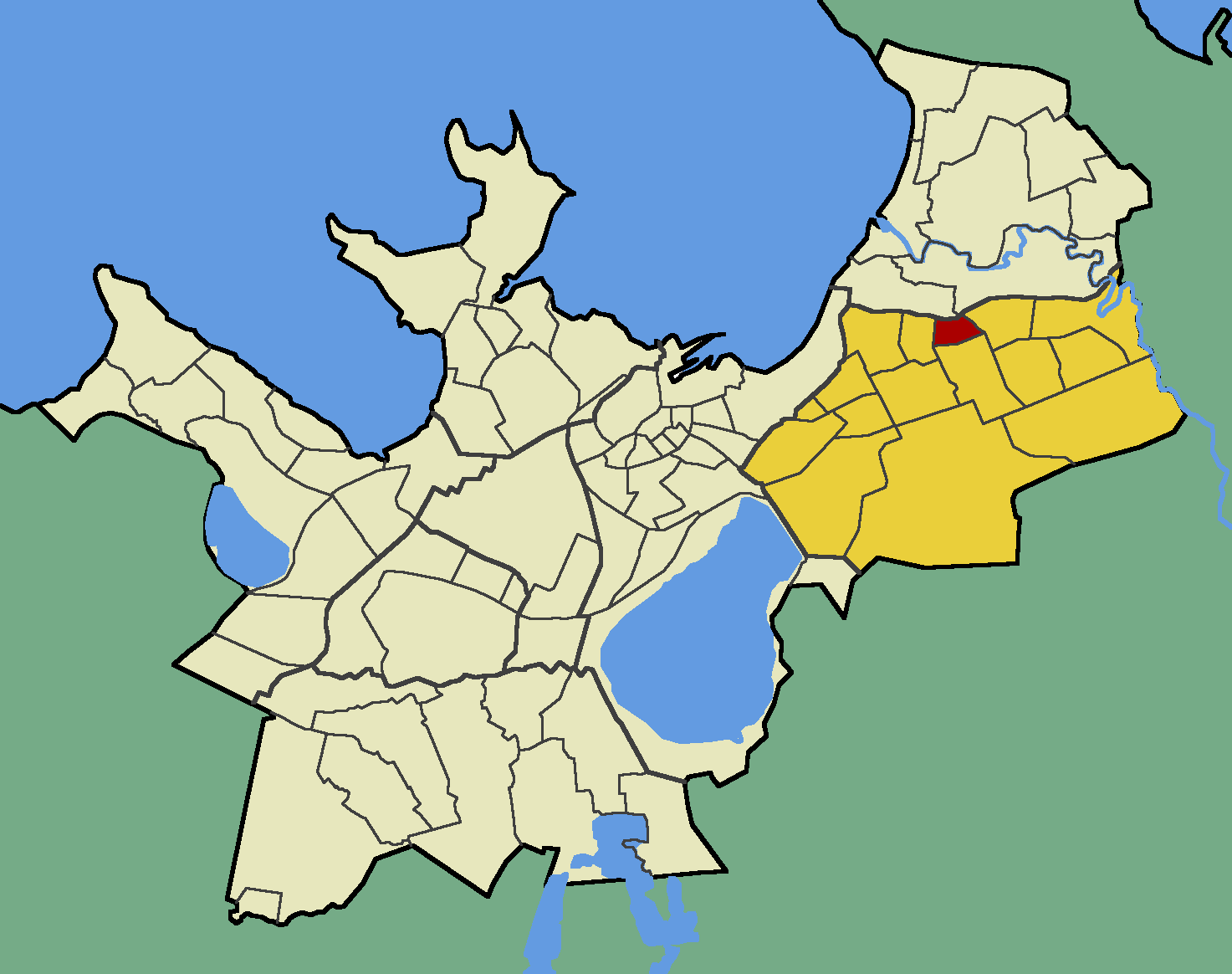
Der Bezirk Katleri (rot) im Tallinner Stadtteil Lasnamäe (gelb)

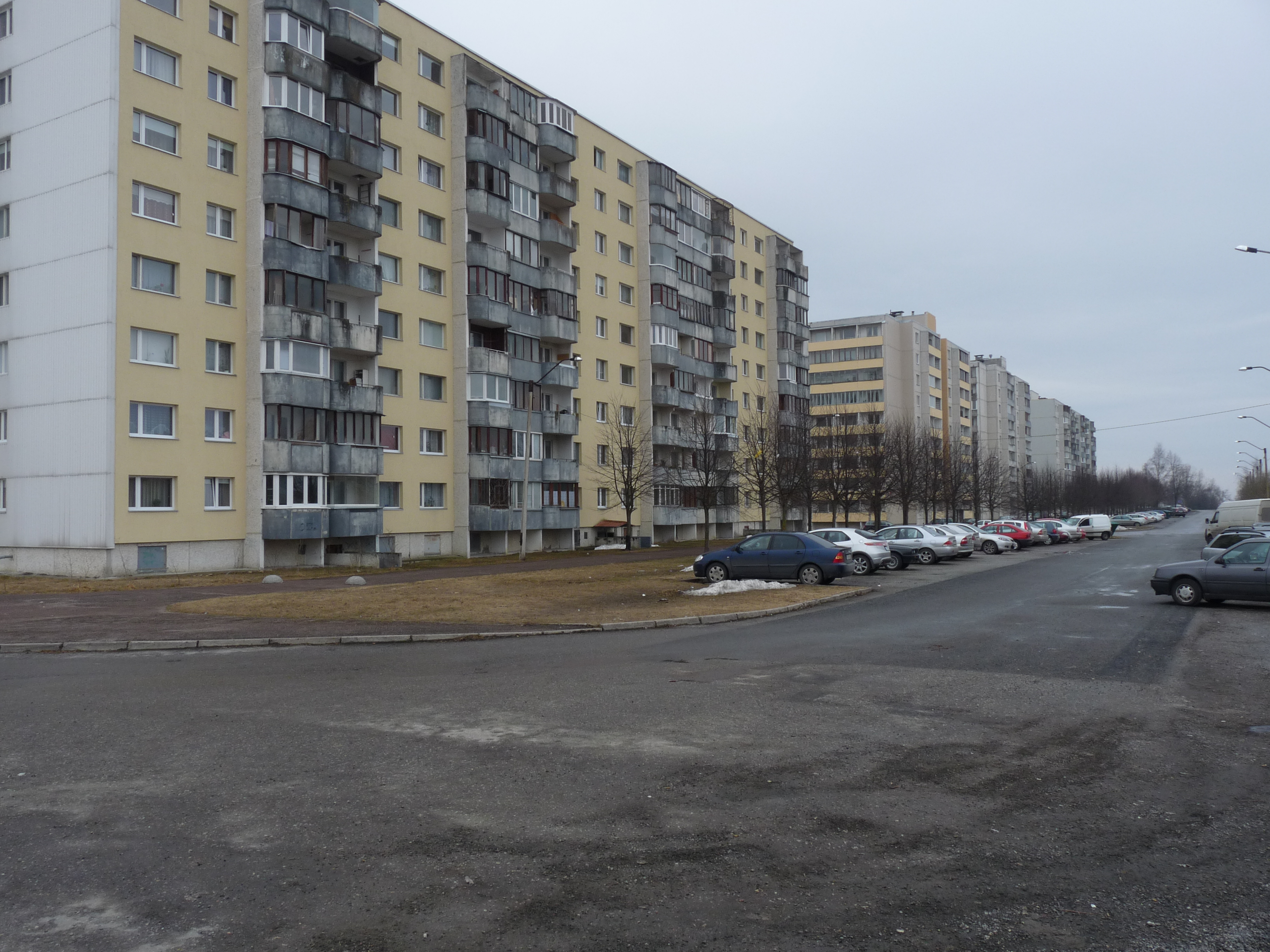
Wohnhäuser in Katleri

Katleri ist ein Bezirk (estnisch asum) der estnischen Hauptstadt Tallinn. Er liegt im Stadtteil Lasnamäe (deutsch „Laaksberg“).

## Beschreibung
Der Stadtbezirk hat 5.045 Einwohner (Stand 2008).
Katleri liegt am nördlichen Rand des Kalkstein-Plateaus Lasnamäe mit seiner spärlichen Vegetation. Im Süden Katleris liegt das kleine Moor Tondi raba.
Architektonisch dominieren in Katleri trostlose, neun-geschossige Plattenbau-Hochhäuser im sowjetischen Stil. Sie wurden in den 1970er und 1980er Jahren errichtet. Ziel der sowjetischen Stadtplaner war – wie in ganz Lasnamäe – die massive Ansiedlung russischsprachiger Einwohner aus anderen Teilen der Sowjetunion.